# Giancarlo Pedote
Giancarlo Pedote (Firenze, 26 dicembre 1975) è un velista italiano, specializzato in navigazioni solitarie.

## Biografia
Nato a Firenze il 26 dicembre 1975, Giancarlo Pedote inizia a navigare all'età di quattordici anni sul wind-surf, per poi passare agli Hobie Cat 16 e ai piccoli cabinati.
All'età di diciotto anni diventa istruttore di wind-surf, derive e catamarani, e tra il 2000 e il 2003 è formatore nei corsi professionali per skipper organizzati dalla Regione Toscana e dal Fondo Sociale Europeo.
Nel 2002 si laurea in filosofia all’Università degli Studi di Firenze.
Nel 2004 pubblica Il Manuale dello skipper con la casa editrice Ugo Mursia Editore, con cui nel 2007 pubblica anche Il Manuale del velista.
Impegnato alcuni anni in regate tra le boe e d'altura in equipaggio, si rende presto conto che la sua vocazione è la navigazione in solitario. Investe tutte le sue risorse e tutto il suo tempo per progettare una stagione di regate nella Classe Mini 6.50 con una imbarcazione di serie.
Nel 2008, anno del debutto, diventa campione Italiano Mini.
Nel 2009 è secondo nel ranking mondiale della classe e partecipa per la prima volta alla Mini Transat 6.50, arrivando 4º con l'imbarcazione di serie Prysmian ITA 626.
Nel 2010 e 2011 decide di affrontare una stagione nella Classe Figaro Bénétéau.
Ritorna alla Classe Mini nel 2012 con l'imbarcazione prototipo Prysmian ITA 747 con cui ottiene il secondo posto alla Mini Transat, il record al Trophée Marie-Agnés Pèron, due vittorie alla Trinité Plymouth e una serie di podi che gli valgono nel 2013 il primo posto nel ranking mondiale, il titolo di Champion de France Promotion Course au Large en Solitaire e di Velista dell'Anno.
Nel 2014 vince tutte e cinque le regate disputate nella Classe Mini 6.50 nella Pornichet Sélect segna il record di percorrenza del percorso integrale.
Sempre lo stesso anno partecipa alla Route du Rhum a bordo del Class 40 Fantastica.
Nel 2015 affronta una stagione nella Classe Multi50 a bordo del trimarano FenetreA-Prysmian insieme a Erwan Le Roux, con il quale ha vinto tutte le regate alle quali hanno partecipato.
Nel 2016 decide di navigare a bordo di un Moth a foil, Prysmian 4171 lasciando la navigazione oceanica nei cabinati per apprendere la nuova tecnologia dei foil.
Sempre nel 2016 partecipa alla Roma per uno a bordo del Class 40 Fantastica, arrivando secondo.
Dal 2017 inizia il suo percorso in classe IMOCA, imbarcazioni di 60 piedi.
Nel 2019, parte il progetto a bordo di Prysmian Group con l’obiettivo del giro del mondo.
Nel 2020 a causa della pandemia causata dal COVID vengono annullate tutte le regate in programma e partecipa ad una regata di selezione, la Vendée-Arctique-Les Sables d’Olonne. L’8 novembre 2020 è sulla linea di partenza del Vendée Globe, giro del mondo in solitario, senza scalo e senza aiuti esterni, che conclude in ottava posizione, a 19 ore dal primo classificato. Riporta questa esperienza in un libro, L'Anima nell'oceano, edito da Rizzoli.
A settembre 2021 lancia una nuova campagna Vendée Globe per l'edizione 2024/25, ancora con la stessa imbarcazione, l'IMOCA Prysmian Group ITA 34, regata che conclude al 22º posto il 4 febbraio 2025, dopo 89 giorni 20 ore e 16 minuti, diventando così il primo skipper italiano a finire due edizioni del Vendée Globe.

## Palmarès

### IMOCA
2025
- 22° Vendée Globe (primo italiano a concludere due edizioni)

2023
- 11° Transat Jacques Vabre con Gaston Morvan

2022
- 12° Vendée Arctique
- 8° Guyader Bermudes 1000 Race
- 16° Route du Rhum

2021
- 8° Vendée Globe
- 8° Rolex Fastnet Race con Martin Le Pape
- 6° Transat Jacques Vabre con Martin Le Pape

2020
- 8° Vendée-Arctique-Les Sables d’Olonne

2019
- 3° Bermudes 1000 Race
- 10° Rolex Fastnet Race con Anthony Marchand
- 17° Transat Jacques Vabre con Anthony Marchand

2017
- 12° Transat Jacques Vabre
- 8° 24h Trofeo Azimut

### Class40
2016
- 2° Roma per 1

2014
- 10° Route du Rhum

### Multi50
2015
- 1° Grand Prix Guyader
- 1º Tour de Belle Ile
- 1° Armen Race
- 1° Grand Prix Las Palmas de Gran Canaria
- 1° Transat Jacques Vabre

### Classe Mini 6.50
In cat. Prototipi, a bordo di Prysmian ITA 747
2014
Champion de France Promotion Course au Large en Solitaire 2014
- 1° Lorient Bretagne Sud Mini 2014
- 1° Pornichet Select - RECORD DI PERCORRENZA, 46 ore e 20 minuti
- 1° Mini en Mai
- 1° Trophée Marie-Agnès Péron
- 1° Les Sables - Les Açores - Les Sables

2013
Velista dell'anno 2013
Champion de France Promotion Course au Large en Solitaire 2013
- 2° Mini Transat
- 1° International Ranking
- 1° Trophée Marie-Agnès Péron - RECORD DI PERCORRENZA, 1 giorno, 4 ore e 50 minuti
- 1° Trinité Plymouth
- 2° Demi-Cle
- 2° Pornichet Select 6.50
- 8° Mini Fastnet

2012
- 1° Trinité Plymouth - RECORD DI PERCORRENZA
- 1° Prologue Mini-Fastnet
- 3° Demi-Cle
- 3° Mini-Fastnet
- 4° Les Sables Les Açores Les Sables
- 5° Pornichet Select
- 8° Trophée Marie-Agnès Péron
- 3° International Ranking

2010
- 2° Arcipelago 6.50

### Classe Figaro Bénétéau 2
2011
- 15° Solo Concarneau
- 16° Transmanche
- 19° Solo Figaro Massif Marin

2010
- 20° WOW Cap Istanbul

### Mini 6.50
In cat.Serie, a bordo di Prysmian ITA 626
2009
4° Transat 6.50 
2° International Ranking 
2° Arcipelago 6.50 
6° Pornichet Select 
10° Trophee Marie Agnes Peron 
11° Mini Pavoir
2008
1° Save the whale 
1° Grand Prix d'Italia 
1° Sanremo Mini Solo 
1° Italian Championship Mini 6.50 
1° Mini Empuries 
1° Challenge Trophee Pogo 6.50 (Paris, 06-12-2008)
2° International Ranking 
3° Mini Golfe 
6° Port Medoc 
7° Mini Barcellona
2007
1° 200 X 2 
2° 500 X 2 
2° Barcolana
2ª Settimana Velica Internazionale

#### Altura
2007
4° XIX Giro d'Italia a Vela
Maxi Yacht Rolex Cup
2006
1° Audi Invitational (Classe Swan 45)
1° Trieste - San Giovanni in Pelago - Trieste (Classe Mini 6.50)
7° XVIII Giro D'Italia a Vela
Formatore nel 5º e 6º corso professionale per skipper, organizzato dalla Regione Toscana e Fondo Sociale Europe
2005
1° XVII Giro d'Italia a Vela
1° Roma per tutti
1ª Settimana delle Bocche (Classe Swan 45)
1° Le Voile de Saint Tropez (Classe Swan 45)
1° Giraglia Rolex Cup (Classe 40.7)
3° Maxi Yacht Rolex Cup
Formatore nel 4º corso professionale per skipper, organizzato dalla Regione Toscana e Fondo Sociale Europeo
2004 - 1994
2° Transat des Alizés
11° XVI Giro d'Italia a Vela

## Pubblicazioni

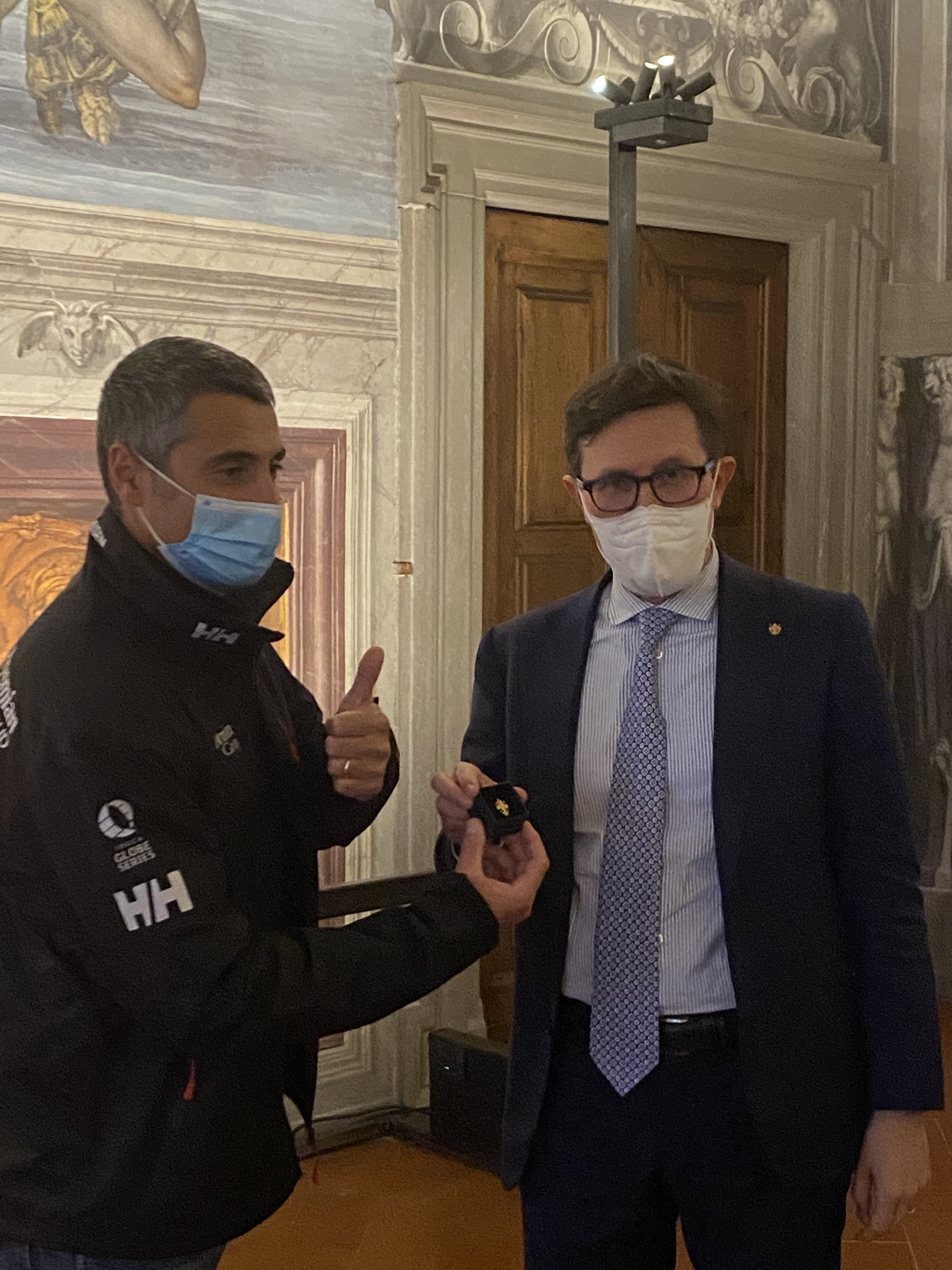
16 marzo 2021- Palazzo Vecchio, Comune di Firenze. Il Sindaco di Firenze dona il Giglio d'Oro a Giancarlo Pedote di ritorno del Vendée Globe, un'impresa che ha definito coraggiosa e ispiratrice.

- Il Manuale dello skipper (2004) - Ugo Mursia Editore[2]
- Il Manuale del velista (2007) - Ugo Mursia Editore
- SeaYou (2016), DVD videomanuale di navigazione in solitario.
- Toscanità (2019) - Giunti editore, prodotto da Giglio Amico.[18]
- L'Anima nell'Oceano. I miei 80 giorni al Vendée Globe (2021) - Rizzoli
- Contributo in Machiavelli social (2021) - Vallecchi Firenze Editore - Le regole della politica applicate alla navigazione.
- Proteggiamo l'Oceano. Il pianeta ha bisogno di te (2023) - Elekta Kids

## Riconoscimenti
- 2013 - Champion de France. Promotion Course au Large en Solitaire.
- 2014 - Velista dell'anno[19]
- 2016 - Velista dell'anno[20]
- 2021 - Premio TAG Heuer #don’tcrackunderpressure[21]